# Hai xian qiao chao
Lo hai xian qiao chao è un piatto comune della cucina cinese che si trova a Hong Kong, in Cina e nella maggior parte dei ristoranti nelle Chinatown all'estero. È presente anche nella cucina cantonese. Di solito è venduto con un prezzo di fascia medio-alta a seconda del pesce offerto.

## Preparazione
Per preparare lo hai xian qiao chao, è necessario tagliare i calamari a fette e bollirli in acqua, quindi pulire i gamberetti; tagliare l'aglio a spicchi e sedano e funghi a cubetti; portare l'acqua nella pentola a ebollizione; inserirvi quindi i noodles fino a cottura; toglierli, sciacquarli in acqua fredda; ricoprirli con amido di mais e formarvi il cesto; fare soffriggere quindi dell'olio in padella, poi mettere la padella sul fuoco e aggiungere acqua; aggiungere funghi e sedano; prendere una nuova padella e inserire altro olio, quindi aggiungere gamberetti, capesante e calamari, e successivamente gli spicchi d'aglio; cuocere a fuoco basso, quindi aggiungere funghi, sedano e altri condimenti. Una volta pronto, il tutto andrà disposto nel cesto di noodles precedentemente formato.

## Il cesto
Il cesto commestibile che contiene i frutti di mare è realizzato interamente con taro o noodles fritti. Esistono diverse reti intricate utilizzate nella creazione del cesto. Il cesto fritto è solitamente duro e croccante.

## Il ripieno
Nonostante il nome inglese di questo piatto sia seafood birdsnest, in questo piatto non c'è nulla che abbia a che fare con gli uccelli se non la forma del piatto, né ci sono ingredienti secchi. Gli ingredienti più comuni sono capesante, baccelli, filetto di pesce disossato, gambi di sedano, funghi di paglia, calamari e gamberetti.